# Cryptosylvicola
Cryptosylvicola là một chi chim trong họ Bernieridae.

## Các loài
- Cryptosylvicola randrianasoloi